# Björn Rohwer
Björn Thomas Rohwer (Rendsburg, 22 agosto 1995) è un cestista tedesco.